# Hauw

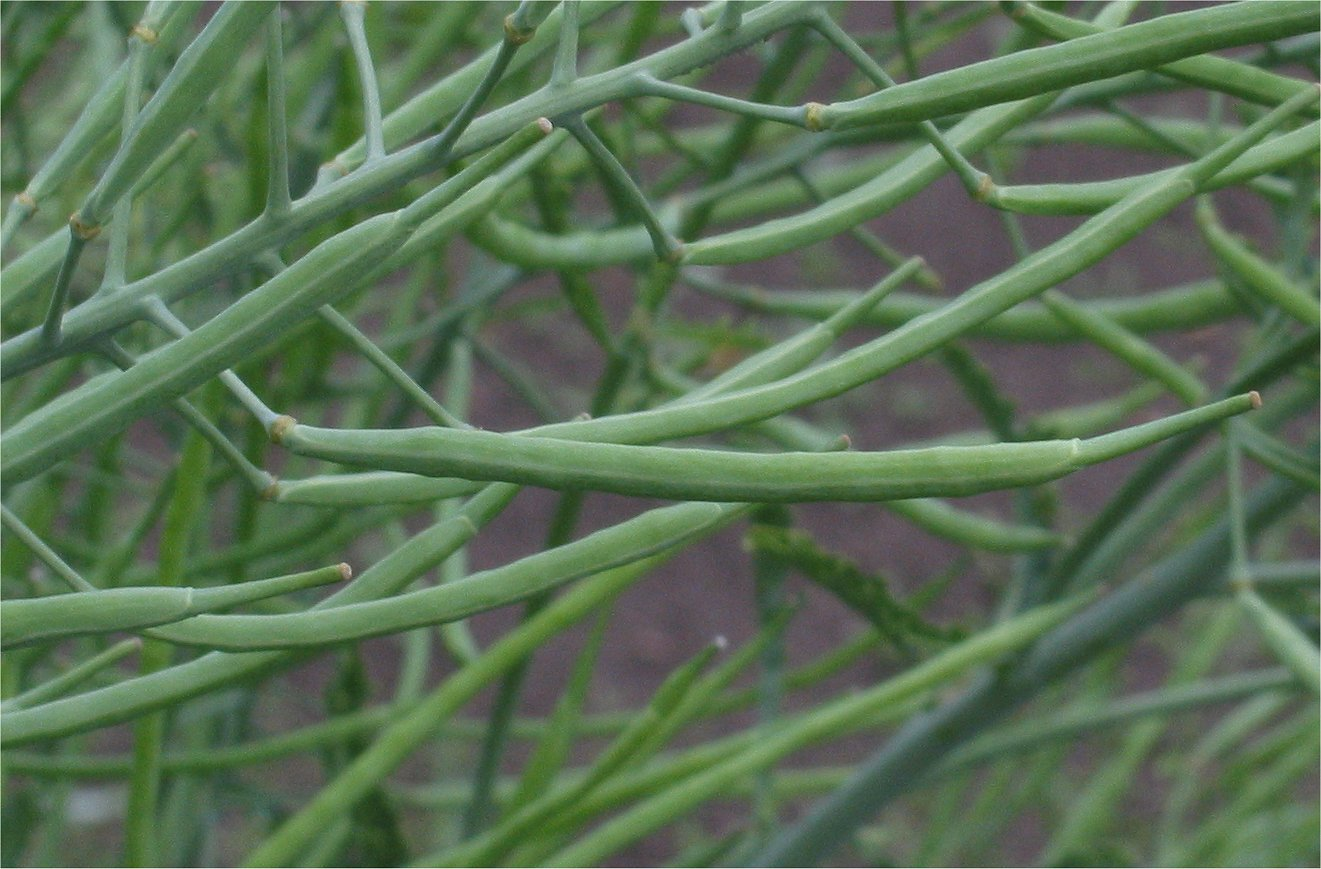
Hauwen van boerenkool met aan de top de snavel

Een hauw is een droge doosvrucht, die minstens driemaal zo lang als breed is, zoals bij koolzaad en pinksterbloem. Anders wordt van een hauwtje gesproken.
Een hauw bestaat uit twee steriele en twee fertiele vruchtbladen. De bladranden van de fertiele vruchtbladen zijn vergroeid tot randstandige zaadlijsten. Een  hauw is tweehokkig en tweekleppig. De zaden zitten vast aan de randen van het vliezig tussenschot. Als een hauw rijp is springt deze met twee kleppen van beneden naar boven open, waardoor de zaden vrijkomen.
Aan de top van een hauw kan door uitgroei van de vruchtbladen een snavel zitten. De snavel kan korter dan, even lang als of langer dan de eigenlijke hauw zijn.

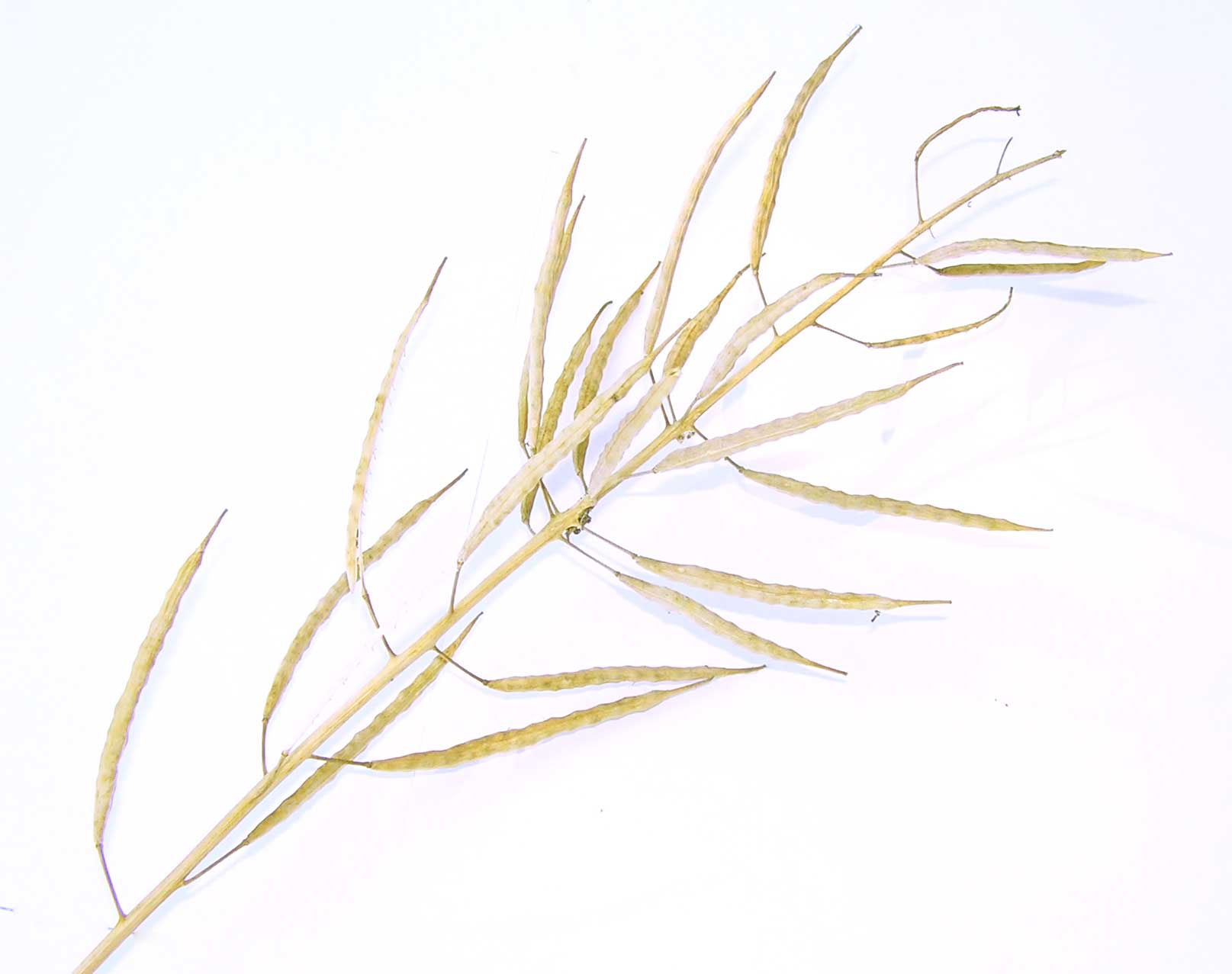
Hauwen van koolzaad
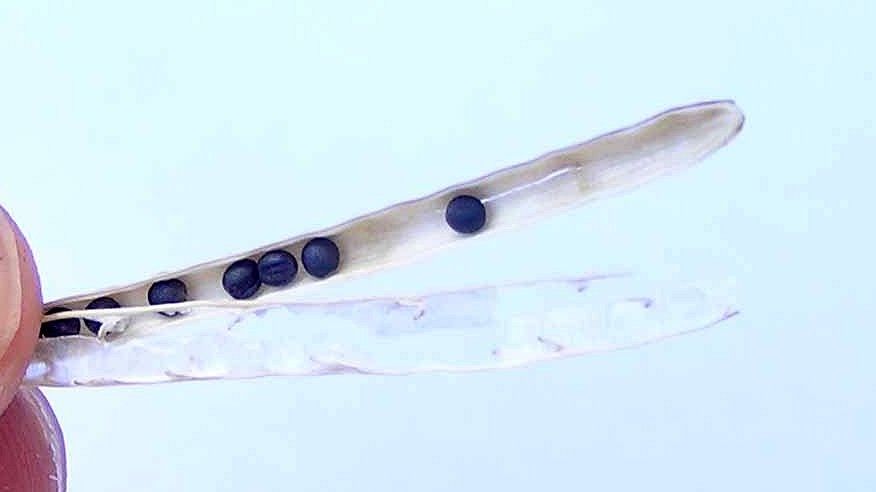
Vliezig tussenschot van een hauw van koolzaad
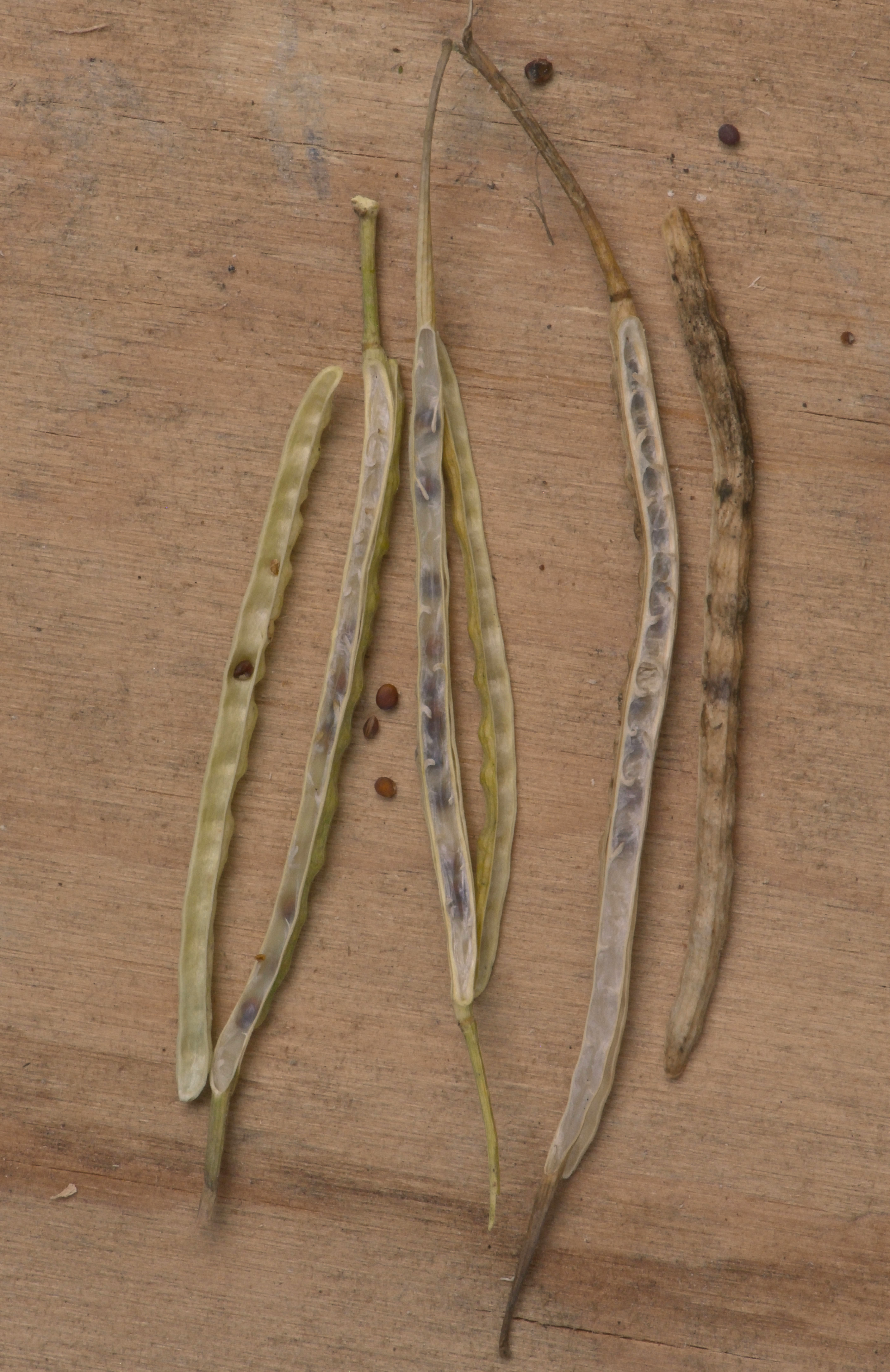
Hauwen van Brassica rapa subsp. campestris 'Namenia'